# Багрин, Олег Владимирович
Олег Владимирович Ба́грин (26 марта 1974 года, г. Москва, РСФСР — российский топ-менеджер, президент (председатель Правления) международной сталелитейной компании — Группы НЛМК. Входит в состав совета директоров ПАО «НЛМК» — участвует в работе комитета по стратегическому планированию. Занимает должность управляющего директора и члена совета директоров инвестиционной компании «Либра капитал» (Москва), является членом совета директоров «Первой грузовой компании». Лауреат премии Platts Global Metals Awards в номинации "CEO of the Year" 2018.

## Биография
Родился в 1974 году в Москве. В 1996 году окончил Университет управления города Москвы с дипломом по специальности «Математические методы и исследование операций в экономике». В 1998 году завершил аспирантуру со степенью кандидата экономических наук, год спустя получил степень MBA в бизнес-школе Кембриджского университета.
В 2000 году работал начальником отдела управления рисками Автобанка. С 2000 по 2002 год — директор казначейства, с 2002 по 2003 год — заместитель председателя Автобанка. В конце 2002 года познакомился с основным акционером НЛМК Владимиром Лисиным. В новой команде занялся управлением финансовыми активами и инвестиционными фондами. В 2004 году участвовал в продаже 5% пакета акций Норникеля в виде одновременного размещения ГДР и обменных облигаций. В том же году вошел в совет директоров НЛМК, курировал все сделки по слиянию и поглощению и сделки на рынках капитала, в том числе IPO. Участвовал в разработке стратегии развития НЛМК, в 2010 г. возглавил комитет по стратегическому планированию. 
В октябре 2012 года Олег Багрин выбран на должность президента НЛМК. За его кандидатуру проголосовали 94,7634% от общего количества участников собрания акционеров компании.
В начале 2014 года Группа НЛМК представила в Лондоне, разработанный Багриным, новый план развития компании — «Стратегия 2017». По итогам 2014 года компания Владимира Лисина стала крупнейшим производителем стали в России, Группа НЛМК повысила рентабельность бизнеса и вошла в пятерку наиболее конкурентоспособных металлургических компаний мира.
В марте 2017 года в интервью агентству Bloomberg Олег Багрин сообщил, что НЛМК рассматривает возможность покупки новых активов за рубежом.
В январе 2018 года Олег Багрин объявляет о своем уходе с поста президента компании НЛМК.
В 2018 году Олег Багрин стал лауреатом премии Platts Global Metals Awards в номинации «CEO of the Year».

## Личная жизнь
Женат, трое детей. Увлекается альпинизмом, любит разные виды активного отдыха.